# Caput Mortuum
Caput mortuum (plural: Capita mortua) es una expresión latina cuyo significado literal es "cabeza muerta" o "restos ", usada en alquimia. También da nombre a un tipo de pigmento, conocido popularmente como púrpura cardenal.

## Alquimia y química

Símbolo alquímico del Caput mortuum

En alquimia, la Caput mortuum (a veces denominado nigredo) hacía referencia a una sustancia de desecho derivada de un proceso químico (por ejemplo, la sublimación), que simbolizaba la ruina y la decadencia. Los alquimistas representaban este elemento a través de la figura de una calavera.
El símbolo que ilustra esta sección fue utilizado por la química del siglo XVIII para significar residuo, resto o sobrante. En ocasiones Caput mortuum también aludía al crocus metallorum, compuestos métalicos de color rojo oscuro como el crocus martis (sulfato ferroso) y el crocus veneris (óxido cuproso).

## Pigmento
Caput mortuum o caput mortem se refiere asimismo a una variedad de púrpura a base de óxido de hierro (hematita), empleado en la pintura al óleo y como colorante. Este pigmento fue ampliamente utilizado para pintar las túnicas de personalidades religiosas y políticas.
Es posible que el nombre proceda de su uso en alquimia, ya que la herrumbre (óxido de hierro) es el residuo derivado del proceso de oxidación. Originalmente se obtenía como subproducto de la fabricación del ácido sulfúrico durante los siglos XVII y XVIII, así como en la elaboración del rojo veneciano.
El término también se emplea a veces para designar al marrón egipcio, un pigmento que data de los siglos XVI-XVII, hecho de polvo de momia, que dejó de utilizarse en el siglo XIX.